# Antal Áldásy
Antal Áldásy (n. 25 septembrie 1869, Pesta -d. 14 iulie 1932, Budapesta) a fost un scriitor, redactor și istoric maghiar.